# Enciklopedija međunarodnog filma
Enciklopedija međunarodnog filma (njemački:  Lexikon des Internationalen Films) njemačka je enciklopedija u više izdanja s filmskim kritikama, recenzijama i člancima o filmovima i televizijskim serijama viđenima u Njemačkoj od 1945. nadalje. Mrežno izdanje redovito se nadopunjuje novim filmovima i djeluje kao filmska baza podataka, po uzoru na IMDb.
Tiskovno izdanje enciklopedije temelji se na filmskim recenzijama časopisa Filmdienst (hrv. Filmska služba) te je objavljeno 1947. godine. Izdavačka kuća Rowohlt Verlag izdaje enciklopediju u 10 svezaka, s ponovljenim i dopunjenim izdanjem 1995. Različite izdavačke kuće objavile su početkom 2000-ih nekoliko sličnih izdanja, koja su uvelike poslužila u pisanju druge enciklopedijske građe.
Mrežna izdanja enciklopedija dostupna su na stranicama kabeleins.de, kabeleins.at, zeitausendeins.de i bs-net.de te se redovito nadopunjuju novim podatcima.
Tiskovno izdanje iz 2001. godine sadržavalo je recenzije i zapise o 52.000 filmova i 130 eseja.

## Izdanja
- Katolički institut za informacije i medije i Katoličo filmsko povjerenstvo za Njemačku, Enciklopedija međunarodnog filma. Kino, televizija, video, DVD,  Zweitausendeins, Frankfurt 2002 ISBN 3-86150-455-3, urednici Horst Peter, Koll Stefan Lux i Hans Mesija (njem.)
- Enciklopedija međunarodnog filma 2001. 48.000 filmova s kratkim osvrtima, Systhema (CD-ROM-a za Windows 95/98 / NT 4.0 / MacOS 8.1)
- Časopis Filmdienst i Katoličko filmsko povjerenstvo za Njemačku, Enciklopedija međunarodnog filma: Kino, televizija, DVD, godine izdavanja 2001. – 2007., izdavačka kuća Stoke,  ISSN 0430-4446, urednici Horst Peter Koll i Hans Mesija (njem.)

## Pogledajte još:
- Filmski časopis
- Filmski leksikon

## Vanjske poveznice
- Enciklopedija međunarodnog filma na stranicama Njemačke nacionalne knjižnice (njem.)